# 路易斯維爾鎮區 (明尼蘇達州紅湖縣)
路易斯維爾鎮區（英語：Louisville Township）是位於美國明尼蘇達州紅湖縣的一個行政鎮區。

## 地方資料
路易斯維爾鎮區的面積為93.52平方千米，當中陸地面積為93.44平方千米，而水域面積為0.08平方千米。根據2020年美國人口普查的數據，當地共有人口171人，而人口密度為每平方千米1.83人。